# Pat Arrowsmith
Margaret P. Arrowsmith (Leamington Spa, 2 de març de 1930 - Londres, 27 de setembre de 2023) va ser una escriptora britànica i activista per la pau. Va ser cofundadora de la Campanya per al Desarmament Nuclear (CND) l'any 1957.

## Biografia
Margaret P. Arrowsmith va néixer el 2 de març de 1930 a Leamington Spa, al comtat de Warwickshire d'Anglaterra. Era la petita de tres fills. Els seus pares eren Margaret Vera Arrowsmith (de soltera Kingham) i el reverend G. E. Arrowsmith.
El 1939, la família es va traslladar a Torquay, on Arrowsmith va estudiar a la Stover School, abans de traslladar-se al Cheltenham Ladies College el setembre de 1944. Va estudiar Història al Newnham College de Cambridge, i després Ciències Socials a la Universitat de Liverpool i a la Universitat d'Ohio com a becària Fulbright dels Estats Units i el Regne Unit.
Arrowsmith va tenir una relació amb una companya activista per la pau, Wendy Butlin, que també va ser una de les signants originals del Comitè dels 100. Com que no podia obtenir l'herència del seu pare tret que estigués casada amb un home, Arrowsmith es va casar amb el poeta Donald Gardner, per anul·lar el matrimoni al cap d'un dia. Després va donar part dels diners a diverses causes polítiques, com a la Setmana de l'Orgull Gai de 1979.

## Activisme
Arrowsmith va ser una defensora de la pau i va lluitar pel desarmament nuclear, la fi de la guerra del Vietnam, per la retirada de les tropes britàniques d'Irlanda del Nord, la fi de la Guerra del Golf i a favor dels col·lectius feministes i LGBT.

### Campanya per la pau
Arrowsmith va ser cofundadora de la Campanya per al Desarmament Nuclear i va ser una dels seus vicepresidents. Va ser una de les organitzadores de la primera marxa d'Aldermaston contra les armes nuclears. També va ser una de les signants originals del Comitè dels 100. A partir de 1958, va complir onze condemnes de presó per les seves activitats polítiques. El 1961, va ser objecte de preguntes parlamentàries després de ser alimentada a la força mentre estava en vaga de fam a la presó de Gateside. També va treballar per a l'organització de drets humans Amnistia Internacional durant 24 anys, fins a 1994, i va ser la primera presa de consciència de l'organització a la Gran Bretanya.

### 1974 condemna per incitació
El 1974, va ser acusada per delictes contra les seccions 1 i 2 de la Llei d'incitació a la desafecció de 1934 i condemnada a 18 mesos de presó per haver repartit fulletons en una base de l'exèrcit britànic, instant els soldats a negar-se a servir a Irlanda del Nord.

### Escapar de la presó
El 7 de setembre de 1974, Arrowsmith va fugir de la presó oberta d'Askham Grange. Després de sortir-ne, Arrowsmith va parlar en una manifestació antifeixista a Hyde Park i va fer amistat amb membres del col·lectiu gai i lèsbic que hi assistia. En una entrevista amb el projecte d'investigació 5 Cally Road, Nettie Pollard (membre del Gay Liberation Front), va recordar que Arrowsmith va dir als manifestants LGTB: "Bé, per què no anem a Housmans?" El grup es va refugiar al local del número 5 de Caledonian Road compartit per la llibreria radical Housmans i el diari pacifista Peace News. En arribar, el grup es va posar en contacte amb The Press Association per anunciar que hi havia "un fugitiu al Housmans del número 5 del Caledonian Road". Les seves fotografies van aparèixer a la portada del The Sunday Telegraph. Quan els agents que l'anaven a detenir van arribar, Arrowsmith es va negar a baixar les escales i la van haver d'arrossegar tres trams.

### Apel·lació
L'any 1975, el Tribunal d'Apel·lació va desestimar la seva apel·lació, qualificant la seva conducta de "entremeliada" i "malvada". No obstant això, va acceptar el seu recurs contra la sentència, reduint-la perquè quedés immediatament en llibertat.
Arrowsmith va presentar una causa contra el Regne Unit a la Comissió Europea dels Drets Humans, al·legant que la seva condemna violava les proteccions de la Convenció Europeu de Drets Humans a la llibertat i la llibertat de creença i expressió. El 1978, la Comissió va considerar la seva condemna "una restricció necessària a l'exercici de la llibertat d'expressió en interès de la seguretat nacional i per a la prevenció del desordre" i, per tant, va sentenciar que no s'havia violat la Convenció.

### Candidata al Parlament

Logotip de l'organització antinuclear Campaign for Nuclear Disarmament (CND).

Arrowsmith va ser candidata per Fulham al parlament britànic per l'Aliança Radical, un grup escissionat de la CND, a les eleccions generals de 1966 i 1970.
Arrowsmith es va presentar a les eleccions de 1979 com a candidata socialista independent, fent campanya per la retirada de les tropes d'Irlanda del Nord i recolzada pel partit trotskista de coalició Unitat Socialista. Durant l'habitual discurs d'acceptació de James Callaghan a la reelecció, Arrowsmith el va escridassar constantment. Callaghan, va acabar suggerint que Arrowsmith pugés a l'estrada, cosa que ella va fer, mentre ell, els seus partidaris, tots els altres candidats i l'escrutador abandonaven la sala. Tanmateix, el seu breu discurs es va emetre a la BBC, un discurs on exigia la retirada de les tropes britàniques d'Irlanda del Nord i la seva autodeterminació.

## Publicacions
Arrowsmith va publicar diverses novel·les i obres de poesia. Els seus arxius i documents personals es troben a la LSE Library de Londres.

### Novel·les
- (1949) Camp Christopher
- (1965) Jericho
- (1970) Somewhere like this
- (1982) The Prisoner
- (1998) Many are called

### Memòries
- (1995) I should have been a Hornby Train

### Poesia
- (1975) Breakout: poems and drawings from prison
- (1981) On the Brink
- (1984) Thin Ice: peace poems
- (2000) Drawing to Extinction: poems and pictures
- (2005) Going On
- (2009) Dark Light

### No-ficció
- (1972) To Asia in Peace
- (1972) The Colour of Six Schools
- (1990) Nine Lives